# Franco Iza
Franco Iza Montoya (Lima, 7 de abril de 1991) es un director de teatro, dramaturgo, actor y guionista peruano. Obtuvo reconocimiento por haber dirigido y escrito numerosas producciones teatrales nacionales, y por interpretar al personaje recurrente de Javier Alegría «Happy» en la teleserie Al fondo hay sitio.

## Biografía
Nació el 7 de abril de 1991 en Lima; bajo el nombre completo de Franco Iza Montoya.[cita requerida] Es el único hijo de los actores peruanos Miguel Iza y Natalia Montoya, con quiénes ha trabajado en sus proyectos teatrales. Estudió la carrera de comunicación audiovisual en la Pontificia Universidad Católica del Perú y recibió clases de actuación en los talleres de Roberto Ángeles. Complementó con sus estudios de dramaturgia con Mariana de Althaus.
Comenzó su carrera artística desde temprana edad participando en el reparto secundario de la película Si te ví, no me acuerdo en 2001.[cita requerida]
Pero fue hasta el año 2011 cuando asume el protagónico de la obra teatral Kullervo, interpretando al personaje del mismo nombre.
En el año 2013, asume la dirección y guion general de la obra El análisis con la asesoría de Gonzalo Rodríguez Risco, contando como protagonistas a su padre Miguel y el actor Javier Valdés. Gracias al éxito de la ficción, le valió recibir el galardón de «mejor guionista» por parte del Festival Sala de Parto.
En el año 2014, escribió el ensayo teatral Discidencias, dirigido por Francisco Holguín. Al año siguiente, fue director general del drama Espacios vacios, teniendo como protagonista al fallecido actor Enrique Victoria.
Continuó con sus proyectos teatrales, participando en la dramaturgía de la obra A través de la puerta en 2016 y en la producción del montaje ¿Quién es Otelo? en 2018, siendo estrenado en la Casa de la Juventud, en el distrito de Miraflores.
En el año 2022, asume el rol de guionista de la telenovela Luz de luna de América Televisión, teniendo una participación especial.
Al año siguiente, alcanzó al estrellato al incorporarse al reparto recurrente de la teleserie Al fondo hay sitio, interpretando a Javier Alegría «Happy», excompañero de clases de July Flores e hijo adoptivo de Pepe Gonzáles, volviendo a asumir el rol en 2024. En ese año, formó junto a su padre Miguel el proyecto artístico Teatro a la carta de la mano de la compañía teatral Del Bardo, renovándose con la segunda temporada de 2024, contando con la presencia de jóvenes actores.
Previo a ello, participó en el elenco de directores del musical Por Chabuca 2: Relatos breves de una canción en 2022, donde se acreditó como dramaturgo de la subobra José Antonio.[cita requerida]

## Filmografía

### Teatro
| Año       | Título                                       | Rol      | Notas                                            |
| --------- | -------------------------------------------- | -------- | ------------------------------------------------ |
| 2011      | Kullervo                                     | Kullervo | Protagonista                                     |
| 2013-2015 | El análisis                                  | Él mismo | Director y guionista                             |
| 2014      | Discidencias                                 | Él mismo | Dramaturgo y autor                               |
| 2015      | Espacios vacíos                              | Él mismo | Director general                                 |
| 2016      | A través de la puerta                        | Él mismo | Dramaturgo y autor                               |
| 2018      | ¿Quién es Otelo?                             | Él mismo | Productor, director y guionista                  |
| 2022      | Por Chabuca 2: Relatos breves de una canción | Él mismo | Director y dramaturgo de la subobra José Antonio |
| 2022      | El avaro                                     | Él mismo | Director artístico                               |
| 2023-2024 | Teatro a la carta                            | Él mismo | Codirector y productor                           |
| 2024      | La última comedia del año                    | Franco   | Protagonista                                     |
| 2024      | La cosa                                      |          | Protagonista, también dramaturgo                 |

### Televisión
| Año       | Título             | Rol                    | Notas              | Emisión            |
| --------- | ------------------ | ---------------------- | ------------------ | ------------------ |
| 2022-2023 | Luz de luna        | Él mismo               | Guionista          | América Televisión |
| 2023-2025 | Al fondo hay sitio | Javier Alegría «Happy» | Reparto recurrente | América Televisión |
| 2025      | Eres mi bien       | Él mismo               | Guionista          | Latina Televisión  |

### Cine
- Sí te ví, no me acuerdo (2001), reparto secundario.

## Premios y nominaciones
| Año  | Premios                | Categoría       | Trabajo     | Resultado |
| ---- | ---------------------- | --------------- | ----------- | --------- |
| 2013 | Festival Sala de Parto | Mejor guionista | El análisis | Ganador   |